# Comitatul Linyi, Dezhou
Comitatul Linyi (în chineză simplificată: 临邑县; chineză tradițională: 臨邑縣; pinyin: Línyì Xiàn) este un comitat din nord-vestul provinciei Shandong, Republica Populară Chineză. Este administrat de orașul prefectoral Dezhou⁠(d).
Populația sa era de 509.846 de locuitori în 1999.

## Diviziuni administrative
Din 2012, acest comitat este împărțit în 3 subdistricte, 8 orașe și un municipiu.
Subdistricte
- Subdistrictul Xingdong (邢侗街道)
- Subdistrictul Hengyuan (恒源街道)
- Subdistrictul Liupan (临盘街道)

Orașe
| - Linyi (临邑镇) - Linnan (临南镇) - Deping⁠(d) (德平镇) - Linzi⁠(d) (林子镇) | - Xinglong⁠(d) (兴隆镇) - Mengsi⁠(d) (孟寺镇) - Cuijia⁠(d) (翟家镇) - Lihewu⁠(d) (理合务镇) |

Municipii
- Municipiul Su'an (宿安乡)

## Clima
| Date climatice pentru Linyi (1991–2020 normals, extremes 1981–2010) | Date climatice pentru Linyi (1991–2020 normals, extremes 1981–2010) | Date climatice pentru Linyi (1991–2020 normals, extremes 1981–2010) | Date climatice pentru Linyi (1991–2020 normals, extremes 1981–2010) | Date climatice pentru Linyi (1991–2020 normals, extremes 1981–2010) | Date climatice pentru Linyi (1991–2020 normals, extremes 1981–2010) | Date climatice pentru Linyi (1991–2020 normals, extremes 1981–2010) | Date climatice pentru Linyi (1991–2020 normals, extremes 1981–2010) | Date climatice pentru Linyi (1991–2020 normals, extremes 1981–2010) | Date climatice pentru Linyi (1991–2020 normals, extremes 1981–2010) | Date climatice pentru Linyi (1991–2020 normals, extremes 1981–2010) | Date climatice pentru Linyi (1991–2020 normals, extremes 1981–2010) | Date climatice pentru Linyi (1991–2020 normals, extremes 1981–2010) | Date climatice pentru Linyi (1991–2020 normals, extremes 1981–2010) |
| Luna                                                                | Ian                                                                 | Feb                                                                 | Mar                                                                 | Apr                                                                 | Mai                                                                 | Iun                                                                 | Iul                                                                 | Aug                                                                 | Sep                                                                 | Oct                                                                 | Nov                                                                 | Dec                                                                 | Anual                                                               |
| ------------------------------------------------------------------- | ------------------------------------------------------------------- | ------------------------------------------------------------------- | ------------------------------------------------------------------- | ------------------------------------------------------------------- | ------------------------------------------------------------------- | ------------------------------------------------------------------- | ------------------------------------------------------------------- | ------------------------------------------------------------------- | ------------------------------------------------------------------- | ------------------------------------------------------------------- | ------------------------------------------------------------------- | ------------------------------------------------------------------- | ------------------------------------------------------------------- |
| Maxima medie °C (°F)                                                | 3.5 (38,3)                                                          | 7.5 (45,5)                                                          | 14.1 (57,4)                                                         | 20.9 (69,6)                                                         | 26.6 (79,9)                                                         | 31.6 (88,9)                                                         | 32.1 (89,8)                                                         | 30.3 (86,5)                                                         | 27.0 (80,6)                                                         | 20.9 (69,6)                                                         | 12.2 (54)                                                           | 5.1 (41,2)                                                          | 19,32 (66,77)                                                       |
| Media zilnică °C (°F)                                               | −1.9 (28,6)                                                         | 1.6 (34,9)                                                          | 8.0 (46,4)                                                          | 14.8 (58,6)                                                         | 20.7 (69,3)                                                         | 25.7 (78,3)                                                         | 27.3 (81,1)                                                         | 25.7 (78,3)                                                         | 21.1 (70)                                                           | 14.7 (58,5)                                                         | 6.6 (43,9)                                                          | 0.0 (32)                                                            | 13,69 (56,65)                                                       |
| Minima medie °C (°F)                                                | −6 (21,2)                                                           | −3 (26,6)                                                           | 2.8 (37)                                                            | 9.2 (48,6)                                                          | 15.0 (59)                                                           | 20.2 (68,4)                                                         | 23.1 (73,6)                                                         | 21.9 (71,4)                                                         | 16.4 (61,5)                                                         | 9.6 (49,3)                                                          | 2.1 (35,8)                                                          | −4 (24,8)                                                           | 8,94 (48,1)                                                         |
| Minima istorică °C (°F)                                             | −19.9 (−3.8)                                                        | −15.2 (4,6)                                                         | −8.5 (16,7)                                                         | −1.2 (29,8)                                                         | 5.0 (41)                                                            | 10.9 (51,6)                                                         | 16.3 (61,3)                                                         | 12.7 (54,9)                                                         | 5.9 (42,6)                                                          | −2.8 (27)                                                           | −14.1 (6,6)                                                         | −19.5 (−3.1)                                                        | −19,9 (−3,8)                                                        |
| Precipitații mm (inches)                                            | 3.5 (0.138)                                                         | 9.0 (0.354)                                                         | 8.0 (0.315)                                                         | 26.8 (1.055)                                                        | 44.6 (1.756)                                                        | 74.8 (2.945)                                                        | 160.7 (6.327)                                                       | 153.8 (6.055)                                                       | 41.9 (1.65)                                                         | 31.8 (1.252)                                                        | 17.8 (0.701)                                                        | 3.9 (0.154)                                                         | 576,6 (22,701)                                                      |
| Umiditate [%]                                                       | 60                                                                  | 56                                                                  | 52                                                                  | 57                                                                  | 61                                                                  | 60                                                                  | 75                                                                  | 81                                                                  | 73                                                                  | 66                                                                  | 66                                                                  | 63                                                                  | 64,2                                                                |
| Nr. de zile cu precipitații (≥ 0.1 mm)                              | 1.9                                                                 | 2.8                                                                 | 2.8                                                                 | 4.9                                                                 | 6.2                                                                 | 7.5                                                                 | 11.1                                                                | 9.7                                                                 | 6.0                                                                 | 5.0                                                                 | 4.1                                                                 | 2.4                                                                 | 64,4                                                                |
| Nr. mediu de zile cu ninsoare                                       | 2.8                                                                 | 3.0                                                                 | 1.1                                                                 | 0.2                                                                 | 0                                                                   | 0                                                                   | 0                                                                   | 0                                                                   | 0                                                                   | 0                                                                   | 1.0                                                                 | 2.1                                                                 | 10,2                                                                |
| Ore însorite                                                        | 167.7                                                               | 170.9                                                               | 224.6                                                               | 243.2                                                               | 274.0                                                               | 245.0                                                               | 211.8                                                               | 209.1                                                               | 210.1                                                               | 203.0                                                               | 167.9                                                               | 165.3                                                               | 2.492,6                                                             |
| Sursă: China Meteorological Administration⁠(d)                       |                                                                     |                                                                     |                                                                     |                                                                     |                                                                     |                                                                     |                                                                     |                                                                     |                                                                     |                                                                     |                                                                     |                                                                     |                                                                     |